# Lea Sirk
Lea Sirk (Capodistria, 1º settembre 1989) è una cantante slovena.
Ha rappresentato la Slovenia all'Eurovision Song Contest 2018 con il brano Hvala, ne!, classificandosi ventiduesima con 64 punti.

## Biografia
Ha studiato flauto al Conservatorio di Musica di Ginevra e ha sviluppato la passione per il canto con la partecipazione a vari festival internazionali. Ha ottenuto visibilità nel 2006 con la sua partecipazione alla terza edizione del talent show sloveno Bitka talentov, dove si è piazzata seconda dietro a Eva Černe.
Nel 2011 ha partecipato a Misija Evrovizija, la selezione nazionale slovena per l'Eurovision, come parte del gruppo Leaparfume, ma è stata eliminata al primo round. Nel 2014 ha lavorato come corista per la rappresentante eurovisiva slovena Tinkara Kovač. Nello stesso anno ha pubblicato il suo album di debutto, Roža.
Nel 2018 si è nuovamente presentata alla selezione slovena per l'Eurovision, ora nel nuovo format EMA, questa volta come solista con il brano Hvala, ne!. Nonostante sia arrivata terza sugli otto finalisti nel televoto, ha vinto di gran lunga il voto della giuria, totalizzando 116 punti in totale e vincendo la selezione con oltre dieci punti di vantaggio sui vincitori del voto del pubblico, i BQL, garantendosi così il diritto di rappresentare la Slovenia all'Eurovision Song Contest 2018.
L'artista si è esibita nella seconda semifinale della manifestazione, ottenendo la qualificazione alla finale, classificandosi ottava con 132 punti. Durante la serata finale, tenutasi il 12 maggio 2018, Lea si è classificata al ventiduesimo posto con 64 punti.
Lea è in una relazione con Gaber Radojevič, con cui ha due figlie: Ael e Sia.

## Discografia

### Album
- 2014 - Roža
- 2018 - 2018

### Singoli
- 2007 - Povej mi, kdaj (con Jasno Jug)
- 2009 - Kaj bi rad
- 2009 - Znamenje iz sanj
- 2010 - Vampir je moj poet
- 2010 - Vse je le "a"
- 2012 - A bi? Ti bi!
- 2012 - Song 6
- 2012 - Čudovit je svet
- 2013 - Ura je 8
- 2014 - Tako je
- 2017 - Freedom
- 2018 - Back to Being Me
- 2018 - Hvala, ne!
- 2018 - Moj profil
- 2018 - Recept za lajf (feat. Drill)
- 2019 - My Moon (feat. Tomy DeClerque)
- 2019 - 2018
- 2019 - Po svoje
- 2019 - V dvoje
- 2020 - V Krogu
- 2021 - Always You
- 2021 - Zgodba za Dva
- 2022 - Ne bom je peljal ven!